# 寄港
| ウィキペディアには「寄港」という見出しの百科事典記事はありません（タイトルに「寄港」を含むページの一覧/「寄港」で始まるページの一覧）。 代わりにウィクショナリーのページ「寄港」が役に立つかもしれません。 |